# 新阿里巴巴
《新阿里巴巴》即依據阿拉伯文學的書籍《一千零一夜》為基礎，再進行改編的電影作品，是1988年農曆新年檔期電影。

## 概述
整個舞臺遠赴中東約旦取景，並商請當地民眾客串演出，構築出阿拉伯的民俗風情。

## 劇情簡介
魔法大師亞都沙為尋找傳說中的一盞神燈，只因誰擁有它就擁有無邊法力，故前往所羅門聖山神洞內拿取。但是，亞都沙屢次進入洞內，皆被守護神燈的惡靈痛打一番，久久不得其門而入。原來，所羅門王生前曾對神燈下過禁咒，只有和自己同月同日同時出生的人，才能允許進入神洞拿取神燈，而合乎資格的此人名叫阿里巴巴。
另一方面，本性善良的阿里巴巴在無意中，卻發現到四十大盜的藏寶庫處所，便趁其不備盜取四十大盜搶回來的金銀珠寶，不但去奴隸市場裏贖回一位年輕貌美的女子黛安芬，還將部份金錢分給貧苦的人們。然而，阿里媽媽直覺事有古怪，經他反覆向阿里巴巴尋問下，才得知所有金銀珠寶是來自於四十大盜的藏寶庫。
隔天，阿里媽媽獨自前往藏寶庫內，卻因為忘記開門咒語『芝麻開門』而身陷洞穴內，直到四十大盜返回處所。後來，阿里媽媽便在四十大盜的逼問下，得知曉得藏寶庫秘密的人肯定另有他人，便整裝待發前往捉拿。同時，亞都沙正好聽到阿里巴巴的就在面前，便主動營救他脫離險境，並以此為威脅要聽從他的命令取神燈。
沒想到，心懷不軌的亞都沙在取得神燈後，就想殺害阿里巴巴，自覺情勢不利的情況下，遂將跟隨已掉入神洞之內的神燈，逃入洞內躲閉追殺。偶然間，阿里巴巴發現神燈的秘密，並憑著勇敢和機智收服了神燈內的精靈『小叮噹』。
此時，阿里巴巴為解救被四十大盜捉走的家人，便向精靈請求助他一臂之力，而精靈則馬上拿出魔毯與神弓相助……

## 人物角色
| 角色名稱 | 演員   | 備註                                                                                         |
| -------- | ------ | -------------------------------------------------------------------------------------------- |
| 阿里巴巴 | 齊秦   | 一個充滿熱血又有點逗趣的少年，直到和黛安芬相遇後，才逐漸收歛其輕浮本性。                     |
| 黛安芬   | 楊林   | 阿里巴巴的未婚妻，美麗機智又有責任感，在被阿里巴巴買下前是個女奴，過著淒苦的生活。           |
| 阿里媽媽 | 曾志偉 | 阿里巴巴的哥哥，喜好錢財，更膽大闖入四十大盜收藏寶物的山洞，險遭殺害。                       |
| 阿寶     | 安安   | 阿里巴巴的朋友，年少而機智。                                                                 |
| 小叮噹   | 江龍昇 | 神燈精靈，個性蠻橫不通、雙重人格，但對於說出口的話卻相當守信。                               |
| 亞都沙   | 黃仲裕 | 圖妄神燈的野心家，個性貪婪殘暴，片尾更一度想強占阿里巴巴的宮殿和未婚妻，最後遭阿里巴巴擊敗。 |
| 鷹頭     | 胖三   | 四十大盜大當家，四十大盜的團名為「沙漠四十鷹」。                                             |
| 禿鷹     | 金塗   | 四十大盜二當家                                                                               |
| 貓頭鷹   |        | 四十大盜三當家                                                                               |

## 外部連結
- 新阿里巴巴（A Li Ba Ba），〈台灣電影資料庫〉
- 開眼電影網上《新阿里巴巴》的資料（繁體中文）
- 香港影庫上《新阿里巴巴》的資料（繁體中文）
- 时光网上《新阿里巴巴》的資料（简体中文）
- 豆瓣电影上《新阿里巴巴》的資料 （简体中文）
- 互联网电影数据库（IMDb）上《新阿里巴巴》的资料（英文）